# Stanford Graduate School of Business
Die Stanford Graduate School of Business (kurz Stanford Business School oder Stanford GSB) ist eine der angesehensten amerikanischen Business Schools. Sie gehört zur Stanford University und hat ihren Sitz in Stanford, Kalifornien.
Seit mehreren Jahren ist sie die selektivste Business School in den Vereinigten Staaten und nimmt nur etwa 6 % der Bewerber auf.

## Geschichte
Die Business School wurde 1925 gegründet. Sie hat 25.083 lebende Alumni, darunter 17.871 Alumni des MBA-Programms.

## Fakultät und Lehre

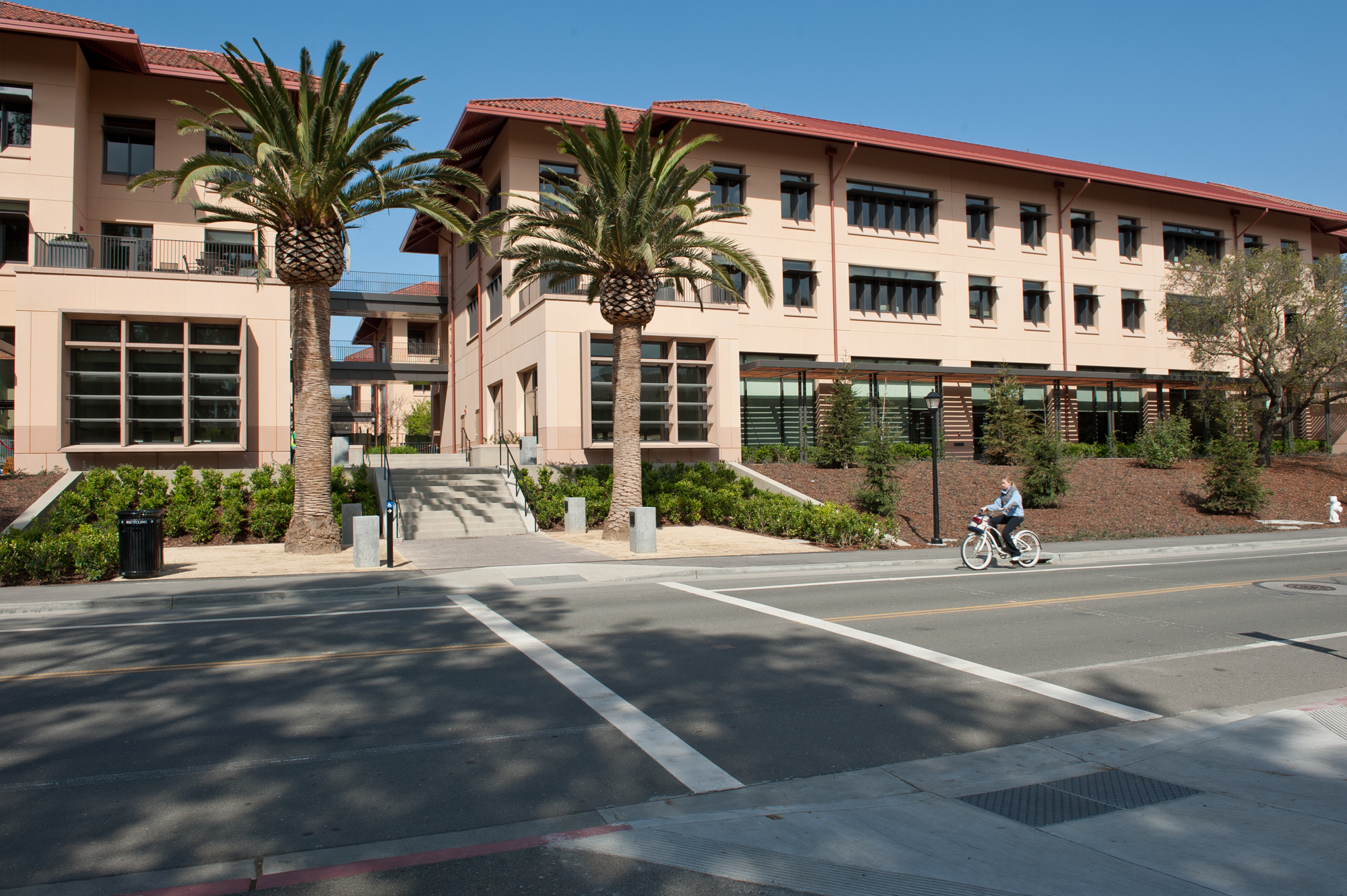
Stanford Knight Management Center

Der Lehrkörper umfasst drei Nobelpreisträger, zwei Träger des John-Bates-Clark-Preises, 15 Mitglieder der American Academy of Arts and Sciences und drei Mitglieder der National Academy of Sciences.
Die Stanford Graduate School of Business bietet ein allgemeines MBA-Programm, also keine speziellen für Gebiete wie Finanzen oder Marketing. In das zweijährige Vollzeit-MBA-Programm werden pro Jahr etwa 400 Studenten eingeschrieben. Die Zulassungsquote ist sehr gering; in der Regel werden weniger als 6 % der Bewerber zugelassen.

## Rankings
|                                   | 2014 | 2015 | 2016 | 2017 | 2018 |
| --------------------------------- | ---- | ---- | ---- | ---- | ---- |
| FT – Global MBA                   | 2    | 4    | 5    | 2    | 1    |
| FT – MBA für FRAUEN               | -    | -    | -    | -    | 2    |
| The Economist – Global MBA        | 9    | 13   | 5    | 5    | 5    |
| FT - Executive Education – Open   | 8    | 15   | 15   | 13   | 7    |
| FT - Executive Education – Custom |      |      | 16   | 13   | 8    |

## Finanzierung
Das jährliche Budget beträgt 133 Millionen USD; mit einem Stiftungsvermögen von 1 Milliarde USD ist Stanford die zweitreichste Business School der USA (Stand 31. August 2007). Die Studiengebühren pro Jahr belaufen sich auf ca. 70.000 USD. Im August 2006 erhielt die Stanford GSB eine Spende über 105 Millionen USD von ihrem Alumnus Phil Knight.

## Prominente Dozierende
- Anat R. Admati (* 1956), George G. C. Parker Professor
- Yuliy Sannikov (* 1978), Fischer-Black-Preis 2015 und John Bates Clark Medal 2016
- Myron Scholes (* 1941), Nobelpreis für Wirtschaftswissenschaften 1997
- William F. Sharpe (* 1934), Nobelpreis für Wirtschaftswissenschaften 1990
- A. Michael Spence (* 1943), Nobelpreis für Wirtschaftswissenschaften 2001
- V. Seenu Srinivasan, Adams Distinguished Professor of Management, Mitbegründer der Conjoint-Analyse im Marketing.

## Prominente MBA und MA Alumni
- Mukesh Ambani (* 1957), abgebrochen, Milliardär, Vorsitzender/Managing Director von Reliance Industries
- Steve Ballmer (* 1956), abgebrochen, Milliardär, CEO von Microsoft Corporation
- Sid Bass, Investor und Milliardär
- Ben Bernanke (* 1953), Präsident der Federal Reserve und ehemaliger Dozent
- Jeffrey Bewkes (* 1952), Präsident & COO von Time Warner
- Bill Browder (* 1964), CEO der Fondsgesellschaft Hermitage Capital Management.
- John Browne, Baron Browne of Madingley (* 1948), Vorsitzender & CEO von BP, Mitglied des House of Lords
- Brook Byers, Risikokapitalgeber (Kleiner Perkins Caufield & Byers)
- Joe Coulombe, Gründer von Trader Joe’s
- James Coulter, Mitbegründer der Texas Pacific Group
- Howard Davies (* 1951), ehemaliger Direktor der London School of Economics
- Robert J. Fisher (* 1954), Vorsitzender der Gap Inc.
- Dana Gioia (* 1950), Vorsitzender der National Endowment for the Arts
- Seth Godin (* 1960), populärer Business-Autor und Theoretiker
- Jeff Jordan, Präsident von PayPal
- Vinod Khosla (* 1955), Milliardär, Co-Gründer von Sun Microsystems und Gründer von Kosla Ventures
- Phil Knight (* 1938), Milliardär, Präsident, CEO und Gründer von Nike
- Jim Kolbe (1942–2022), Abgeordneter im US-Kongress (R-AZ)
- Omid Kordestani (* 1963), Milliardär, Chief Business Officer bei Google
- Scott McNealy (* 1954), Co-Gründer, Vorsitzender, & ehemaliger CEO von Sun Microsystems
- Jacqueline Novogratz, Gründer und CEO von Acumen Fund
- Tom Peters (* 1942), Schriftsteller
- Penny Pritzker (* 1959), Unternehmerin
- Charles R. Schwab (* 1937), Vorsitzender und CEO der Charles Schwab Corporation
- Frank Shrontz, ehemaliger Vorsitzender und CEO von Boeing
- Jeffrey Skoll (* 1965), Milliardär, ehemaliger Präsident von eBay und CEO von Participant Productions
- Steven L. Smith (* 1958), Astronaut
- Tom Steyer (* 1957), Investor, Gründer, Farallon Capital Management
- Rishi Sunak (* 1980), britischer Premierminister
- Steve Westly, ehemaliger CEO von eBay, California State Controller
- Miles D. White (* 1955), Vorsitzender und CEO der Abbott Laboratories
- Lorenzo Zambrano (1944–2014), Milliardär, Vorsitzender und CEO von Cemex

## Prominente Alumni des PhD-Programms
- Susan Athey (* 1970), Professor, Harvard University
- Robert S. Gibbons, Professor, MIT
- Bengt R. Holmström (* 1949), Professor, MIT
- Matthew O. Jackson (* 1962), Professor, Stanford University Economics Department
- Paul Milgrom (* 1948), Professor, Stanford University Economics Department

## Belege
1. ↑  Financial Times, Global MBA Ranking (Memento vom 23. Januar 2021 im Internet Archive)
2. ↑  The Economist MBA Rankings